# Hermanos de los Bosques
Los Hermanos de los Bosques (en georgiano: ტყის ძმები, tqis dzmebi) fue un grupo guerrillero de georgianos étnicos originarios principalmente de Abjasia, que salieron como refugiados después de la derrota del ejército georgiano en la guerra de Abjasia entre 1992 y 1993.
Este grupo, liderado por Dato Shengelia, junto con otro grupo guerrillero denominado Legión Blanca, continuaron una guerra de baja intensidad contra las fuerzas abjasias a lo largo de la línea de cese el fuego a final de la década de 1990 y principios de la del 2000. Se consideró el grupo vinculado a Dzhaba Ioseliani y a los Mjedrioni.
El grupo fue desarmado y disuelto en 2004.